# Les Désorientés

Les Désorientés est un roman d'Amin Maalouf publié en 2012. Il relate l'histoire d'Adam, de retour au pays pour l’enterrement de son ami, occasion pour l'auteur de parler de la guerre, du Proche-Orient, de l'exil et de l'amitié.
Le titre du livre cache une deuxième signification : le narrateur Adam mentionne souvent le fait qu'il a perdu le lien avec l'Orient (ou que l'Orient l'a perdu), il est donc "dés-Orienté".

## Résumé
Adam, un historien bientôt quinquagénaire exilé à Paris, n'a plus revu depuis un quart de siècle son pays natal dévasté par la guerre. À l'annonce du décès imminent de son « ancien ami  » Mourad, Adam décide de se rendre à son chevet, même s'il s'est brouillé avec lui. C'est dans la maison de Mourad que se réunissaient autrefois leurs amis communs, avec qui ils formaient un groupe d'étudiants joyeux et très unis, pleins de projets d'avenir pour leur pays avant que la guerre ne les sépare. Mourad s'est compromis avec un caïd afin de pouvoir garder sa propriété familiale, âprement défendue depuis des générations. Pris dans l'engrenage, il s'est mué en politicien corrompu. Adam arrive trop tard pour revoir Mourad ; mais Tania, la veuve de ce dernier, lui demande d'essayer de réunir à nouveau ce groupe d'amis pour rendre un dernier hommage au défunt.
Le récit se concentre sur les seize jours de ce retour au pays, où Adam va pouvoir retrouver ses amis dispersés, évoquer les heureuses années de leur jeunesse d'avant-guerre, et échanger des points de vue qui se sont éloignés en raison des différences culturelles et des choix de vie.

## Principaux personnages
- Adam: c'est le personnage central du roman. Comme l'auteur, c'est un lettré francophone vivant à Paris et gardant un vif attachement pour la culture arabo-chrétienne. Son prénom biblique, Adam, évoque sa nostalgie du paradis perdu. Il se sent coupable d'avoir abandonné son pays, mais en même temps il constate que c'est son pays qui ne lui permettait plus de pouvoir vivre selon ses valeurs. Il reprend contact successivement avec ses amis en échangeant de longs courriels. Il a apporté de Paris un dossier où il conserve leurs anciennes lettres, et il consigne dans un carnet les impressions qu'il éprouve au cours de cette quinzaine riche en rencontres et en souvenirs. L'ensemble de ces textes alterne avec le point de vue narratif de l'auteur.
- Mourad: c'est presque toujours grâce à son initiative que les amis se réunissaient. Il était profondément attaché aux valeurs de l'amitié et de la famille, et il formait avec Tania un couple uni respectueux des traditions musulmanes. Sa dérive morale montre toute la difficulté à pouvoir rester fidèle à son idéal dans un pays dévasté par des luttes entre factions rivales.
- Tania: au sein du groupe, c'est la figure de l'épouse immuablement fidèle et aimante.
- Sémiramis: c'est l'autre figure féminine du groupe, qui a gardé intact son amour de la vie et de la liberté, malgré les épreuves de la guerre. Le prénom Sémiramis fait référence à la mythique reine assyrienne. Elle accueille Adam et le persuade de mener à bien le projet de réunion des amis, tout en ayant une liaison avec lui. C'est la concrétisation d'un amour de jeunesse inassouvi.
- Albert: ami d'enfance d'Adam, il a reçu la même éducation arabo-chrétienne et francophone. Exilé comme lui, il a cependant fait des choix différents puisqu'il exerce la futurologie aux États-Unis, pays qui lui permet d'assumer pleinement son homosexualité qu'il avait dû cacher jusqu'alors. Les dernières semaines qu'il passe au Levant sont particulièrement dramatiques, et elles illustrent comment les aléas de la guerre peuvent orienter l'être humain vers des idées suicidaires ou au contraire lui faire découvrir combien la vie est précieuse, et comment ils peuvent transformer un père de famille foncièrement honnête et affectueux en un redoutable preneur d'otage[2].
- Naïm: son père a pris la précaution de lui donner un prénom arabe[3], mais il est d'origine juive. Il a été le premier du groupe à s'enfuir au Brésil avec sa famille lorsque les troubles ont éclaté.
- Ramez: Ingénieur musulman, il a créé avec son inséparable ami Ramzi une société internationale florissante qui conçoit de grands bâtiments commandités par des états ou des personnes fortunées. Il ne s'embarrasse pas de principes éthiques et il ne se préoccupe pas des motivations de ses riches clients, mais il s'efforce de créer les lieux de vie les mieux adaptés à leurs usagers, qu'il s'agisse de palais, d'hôpitaux ou de prisons. Il profite de sa fortune sans états d'âme, et il mène une vie épanouie, entouré de sa femme et de sa fille. Il reste cependant conscient des malheurs subis par son pays d'origine.
- Ramzi: Il est resté longtemps très lié à Ramez, avec qui il était associé, mais le décès de son épouse et l'éloignement de ses enfants l'ont profondément affecté. Constatant alors la vacuité de son existence, il a tout quitté pour se faire moine sous le nom de Basile.
- Bilal: c'était le poète du groupe. Il rêvait d'une vie d'écrivain engagé dans la lutte armée, à la façon d'Ernest Hemingway ou d'André Malraux, mais il est mort victime d'une bombe dès son premier combat, pour une cause dont il n'était même pas sûr qu'elle fût juste[4].
- Nidal: jeune frère de Bilal, il n'a jamais fait partie du groupe. Il a été profondément affecté par la mort de son frère, qu'il idolâtrait. Devenu islamiste, il accepte cependant de discuter avec Adam, et de participer à la réunion projetée.

## Commentaires de l'auteur
Dans la quatrième de couverture, Amin Maalouf annonce que, même si les personnages sont fictifs, ce roman s'inspire largement de son expérience personnelle. Interrogé par des journalistes,, il a confirmé l'influence qu'exerce sur son œuvre l'autobiographie de Stefan Zweig, Le Monde d'hier. Souvenirs d'un Européen, tout en précisant que son roman n'est pas autobiographique, et que ce n'est pas une autofiction. C'est le premier roman où il évoque l'histoire contemporaine du Liban, des années 1970 aux années 2000. Le pays où se situe l'action n'est cependant désigné que par un terme imprécis, « le Levant », pour souligner qu'il ne s'agit pas de relater des événements historiques, mais d'imaginer l'évolution psychologique d'un groupe d'amis issus de différentes communautés et dispersés par une guerre civile.

## Analyse critique
Florent Georgesco est impressionné par l'ampleur du dispositif mis en place pour étudier les sentiments et les pensées que peut susciter l'émigration. Il regrette cependant que cela donne un aspect « trop discoureur » au roman. Maurice-Ruben Hayoun souligne la haute valeur morale de l'ouvrage, dont il estime que c'est bien plus qu'un simple roman,. Il fait une lecture symbolique des personnages et des péripéties. Monia Brahim fait un parallèle entre la technique de peinture impressionniste et la façon dont l'auteur fait progresser le récit à travers les réminiscences et les sensations d'Adam. Caroline Eliacheff admire l'alternance des formes d'écriture qui permet d'exposer les différents points de vue des personnages et du narrateur. Mustapha Harzoune pense pour sa part que ce procédé donne un caractère « factice » à la construction du récit. Ce même critique juge « un peu emberlificoté » l'ajout au thème principal d'une réflexion sur la libération sexuelle, amenée par la brève liaison extra-conjugale entre Adam et Sémiramis. Malgré ces reproches mineurs, il apprécie la sensibilité, l'humanité et l'intelligence de l'auteur, qui développe une intrigue prenante au service de thèmes qui lui sont chers et qu'il a déjà développés dans Les Identités meurtrières. Dans cet essai, il évoque en effet son expérience d'exilé, et il décrit comment l'hégémonie occidentale peut exacerber certaines revendications identitaires, par exemple d'ordre religieux, qui sont à l'origine de conflits au Proche-Orient et ailleurs. Félicité de Maupeou analyse les nombreux thèmes philosophiques, politiques et humains abordés par Les Désorientés. Elle insiste notamment sur la disparition du « modèle libanais » qui permettait aux diverses communautés de vivre ensemble, avant que la guerre et les tensions religieuses ne détruisent cette harmonie. Elle évoque également les réflexions de l'auteur à propos du conflit israélo-arabe et du radicalisme islamiste. Abdelmounym El Bousouni insiste sur l'atmosphère crépusculaire du roman, conforme à la vision pessimiste de l'avenir développée par l'auteur dans son ouvrage précédent, Le Dérèglement du monde. Anontella Emina confirme le caractère pessimiste d'Adam, qui se définit ainsi dans son carnet: « Je porte dans mon prénom l’humanité naissante, mais j’appartiens à une humanité qui s’éteint ». Elle remarque cependant que la fin du roman suggère un sursis pour l'avenir.

## Prix et distinctions
Les Désorientés a reçu le prix du public de l'Algue d'Or en 2012.